# Campionato italiano di hockey su ghiaccio 1984-1985
Il campionato italiano di hockey su ghiaccio 1984-85 è stato organizzato come di consueto dalla FISG.

## Serie A

### Formazioni
Le formazioni ai nastri di partenza sono dieci. Oltre a Bolzano, Varese, Alleghe, Gardena, Asiago, Brunico, Merano e Cortina, le nuove iscritte sono Auronzo, che torna nel massimo campionato dopo otto anni, e per la prima volta il Como. Ambedue le compagini approdano in A dopo essere state finaliste in Serie B nella passata stagione.

### Formula
La formula del campionato prevede un girone di qualificazione con una singola andata e ritorno. Nella seconda fase è previsto un torneo intermedio suddiviso in due gironi. Le prime quattro si qualificano ai playoff e la classifica finale determina gli accoppiamenti, mentre le ultime due giocano uno spareggio per non retrocedere. Vengono mantenuti i punti ottenuti negli scontri diretti.

### Spareggio retrocessione
Lo spareggio retrocessione coinvolge le due neopromosse e, come per la finale della Serie B giocata l'anno precedente, viene vinto dall'Auronzo. Il Como, alla sua prima partecipazione nel massimo campionato, ritorna quindi nella serie cadetta.
|  | Spareggio retrocessione |         |         |   |   |  |
|  |                         |         |         |   |   |  |
|  | Auronzo                 | Auronzo | Auronzo | 5 | 6 |  |
|  | Como                    | Como    | Como    | 2 | 2 |  |

### Play-off
Serie giocate al meglio delle 3 gare.
|  | Quarti di finale | Quarti di finale | Quarti di finale | Quarti di finale | Quarti di finale |  |  | Semifinali | Semifinali | Semifinali | Semifinali | Semifinali |   |   | Finale  | Finale  | Finale | Finale | Finale |  |
|  |                  |                  |                  |                  |                  |  |  |            |            |            |            |            |   |   |         |         |        |        |        |  |
|  | Bolzano          | Bolzano          | 9                | 2                | 9                |  |  |            |            |            |            |            |   |   |         |         |        |        |        |  |
|  | Asiago           | Asiago           | 6                | 6                | 4                |  |  | Bolzano    | Bolzano    | 4          | 3          | 6          |   |   |         |         |        |        |        |  |
|  | Varese           | Varese           | Varese           | 3                | 3                |  |  | Varese     | Varese     | 6          | 2          | 4          |   |   |         |         |        |        |        |  |
|  | Bruneck-Brunico  | Bruneck-Brunico  | Bruneck-Brunico  | 1                | 2                |  |  |            |            |            |            |            |   |   | Bolzano | Bolzano | 5      | 4      | 14     |  |
|  | Gardena          | Gardena          | Gardena          | 4                | 2                |  |  |            |            | Alleghe    | Alleghe    | 0          | 3 | 3 |         |         |        |        |        |  |
|  | Cortina          | Cortina          | Cortina          | 3                | 0                |  |  | Gardena    | Gardena    | 12         | 4          | 2          |   |   |         |         |        |        |        |  |
|  | Merano           | Merano           | Merano           | 6                | 3                |  |  | Alleghe    | Alleghe    | 10         | 7          | 5          |   |   |         |         |        |        |        |  |
|  | Alleghe          | Alleghe          | Alleghe          | 12               | 5                |  |  |            |            |            |            |            |   |   |         |         |        |        |        |  |

Il Bolzano vince il titolo e Ron Chipperfield può così festeggiare il suo primo scudetto da allenatore, dopo esser stato costretto ad interrompere la propria carriera di giocatore per problemi alla schiena.

#### Finale 3º/4º posto
La lotta per la conquista del terzo posto vede fronteggiarsi Gardena e Varese. I gialloneri hanno la meglio superando il Gardena in 3 gare.
|  | Finale 3º/4º posto |         |   |   |   |  |
|  |                    |         |   |   |   |  |
|  | Gardena            | Gardena | 6 | 5 | 4 |  |
|  | Varese             | Varese  | 3 | 9 | 9 |  |

#### Finale 5º/6º posto
|  | Finale 5º/6º posto |                 |                 |    |    |  |
|  |                    |                 |                 |    |    |  |
|  | Bruneck-Brunico    | Bruneck-Brunico | Bruneck-Brunico | 11 | 12 |  |
|  | Merano             | Merano          | Merano          | 3  | 1  |  |

#### Finale 7º/8º posto
|  | Finale 7º/8º posto |         |         |   |   |  |
|  |                    |         |         |   |   |  |
|  | Asiago             | Asiago  | Asiago  | 5 | 6 |  |
|  | Cortina            | Cortina | Cortina | 3 | 2 |  |

 L'Hockey Club Bolzano vince il suo nono titolo.

Formazione Campione d'Italia: Bruno Baseotto - Bruno Bertiè - Giacinto Boni - Paolo Casciaro - Dale Derkatch - Hubert Gasser - Norbert Gasser - Mauro Giacomin - Paolo Lasca - Robert Oberrauch - Gino Pasqualotto - Martin Pavlu - Luciano Sbironi - Maurizio Scudier - Gianni Spoletti - Herbert Strohmair - Bob Sullivan - Moreno Trisorio - Maurizio Vacca.

Allenatore: Ron Chipperfield.

### Classifica finale
| Pos. | Squadra         |
| ---- | --------------- |
| 1    | Bolzano         |
| 2    | Alleghe         |
| 3    | Varese          |
| 4    | Gardena         |
| 5    | Bruneck-Brunico |
| 6    | Merano          |
| 7    | Asiago          |
| 8    | Cortina         |
| 9    | Auronzo         |
| 10   | Como            |

### Marcatori
La classifica marcatori è aggiudicata da Dale Derkatch (Bolzano) con 125 punti (50 gol e 75 assist), seguito da Bob Sullivan (Bolzano, 110 p.ti, 64 + 46), Errol Rausse (Alleghe, 109 p.ti, 50 + 59), Bruno Baseotto (Bolzano, 97 p.ti, 50 + 47) e Frank Nigro (Gardena, 94 p.ti, 44 + 50).

## Serie B

### Gruppo Est
?

### Gruppo Ovest
Il Torino diede forfait a tutte le partite che doveva disputare.

### Playoff
|  | Quarti di finale | Quarti di finale | Quarti di finale | Quarti di finale | Quarti di finale |  |  | Semifinali    | Semifinali    | Semifinali    | Semifinali | Semifinali |   |   | Finale        | Finale        | Finale        | Finale | Finale |  |
|  |                  |                  |                  |                  |                  |  |  |               |               |               |            |            |   |   |               |               |               |        |        |  |
|  | Fassa Falcons    | Fassa Falcons    | Fassa Falcons    | 9                | 5                |  |  |               |               |               |            |            |   |   |               |               |               |        |        |  |
|  | Ritten-Renon     | Ritten-Renon     | Ritten-Renon     | 2                | 2                |  |  | Fassa Falcons | Fassa Falcons | Fassa Falcons | 5          | 6          |   |   |               |               |               |        |        |  |
|  | Vipiteno Broncos | Vipiteno Broncos | Vipiteno Broncos | 3                | 5                |  |  | Fiemme        | Fiemme        | Fiemme        | 4          | 0          |   |   |               |               |               |        |        |  |
|  | Fiemme           | Fiemme           | Fiemme           | 3                | 6                |  |  |               |               |               |            |            |   |   | Fassa Falcons | Fassa Falcons | Fassa Falcons | 10     | 8      |  |
|  | Valpellice       | Valpellice       | Valpellice       | 5                | 0                |  |  |               |               | Selva         | Selva      | Selva      | 2 | 5 |               |               |               |        |        |  |
|  | Kaltern-Caldaro  | Kaltern-Caldaro  | Kaltern-Caldaro  | 1                | 1                |  |  | Valpellice    | Valpellice    | Valpellice    | 5          | 4          |   |   |               |               |               |        |        |  |
|  | Selva            | Selva            | Selva            | 13               | 12               |  |  | Selva         | Selva         | Selva         | 11         | 12         |   |   |               |               |               |        |        |  |
|  | Bergamo          | Bergamo          | Bergamo          | 3                | 2                |  |  |               |               |               |            |            |   |   |               |               |               |        |        |  |

#### Finale 3º/4º posto
|  | Finale 3º/4º posto |            |            |   |   |  |
|  |                    |            |            |   |   |  |
|  | Valpellice         | Valpellice | Valpellice | 6 | 2 |  |
|  | Fiemme             | Fiemme     | Fiemme     | 7 | 4 |  |

Il Fassa viene promosso in serie A, Cavalese si aggiudica la terza piazza.